# Bombarde (1903)
Bombarde – francuski niszczyciel z początku XX wieku typu Arquebuse, w służbie podczas I wojny światowej. Nazwa oznacza: bombarda.
Początkowo służył w 2. Eskadrze Lekkiej na kanale La Manche, następnie skierowany na Morze Śródziemne (wraz z "Catapulte" i "Bélier"). Został skreślony z listy floty 10 maja 1920 roku i sprzedany na złom 20 kwietnia 1921.